# Escadron de chasse 1/2 Cigognes
Escadron de chasse 1/2 Cigognes je stíhací peruť Francouzského letectva v současné době dislokovaná na základně č. 116 Luxeuil-Saint Sauveur a vybavená stroji Mirage 2000-5F. Její letouny nesou trupové kódy v rozmezí 2-EA až 2-EZ (v letech 1994 až 2015 116-EA až 116-EZ).
Od 3. září 2015 je peruť součástí 2. stíhací eskadry (francouzsky 2e Escadre de chasse), obnovené téhož dne s posádkou v Luxeuil.

## Historie

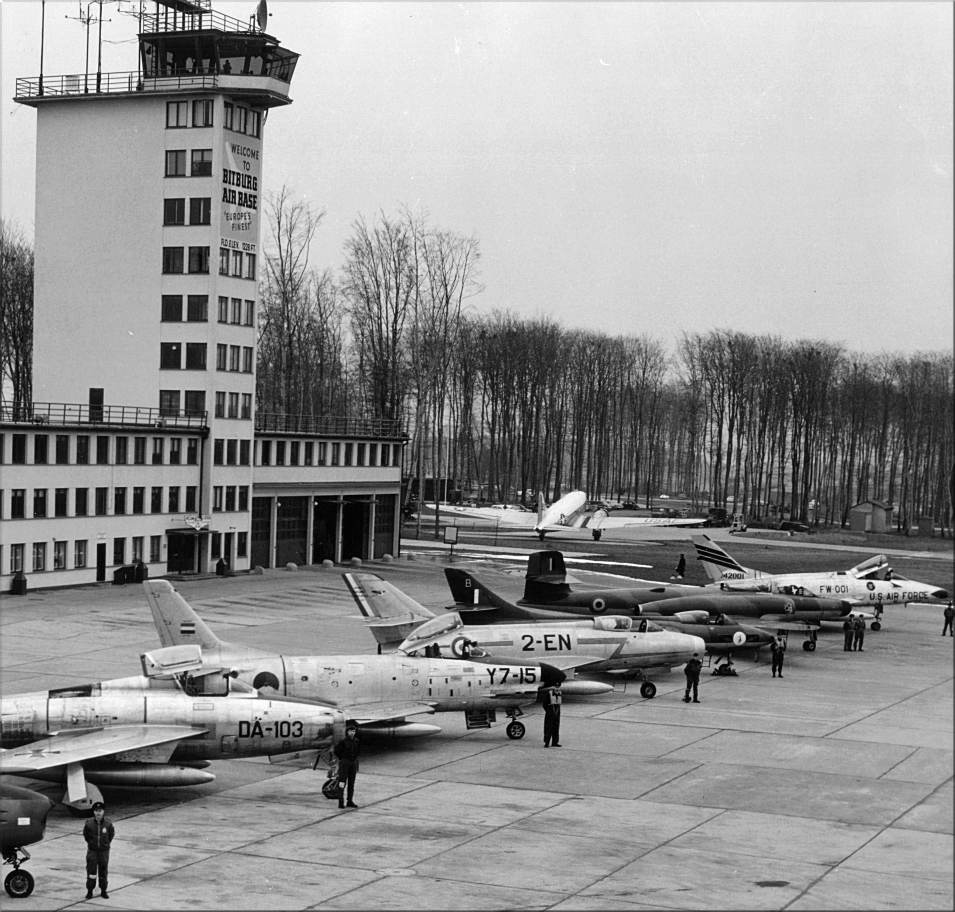
Dassault Mystère IV stíhací perutĕ 1/2 zachycená mezi dalšími letouny NATO na letecké základně Bitburg v roce 1959

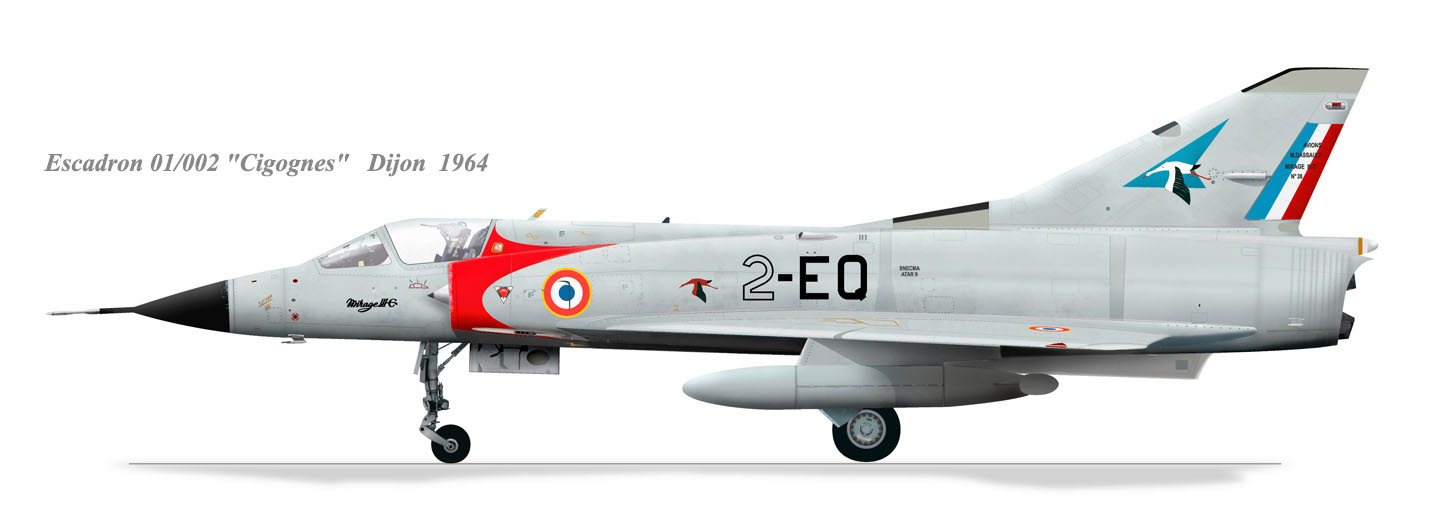
Mirage IIIC perutĕ 1/2 Cigognes

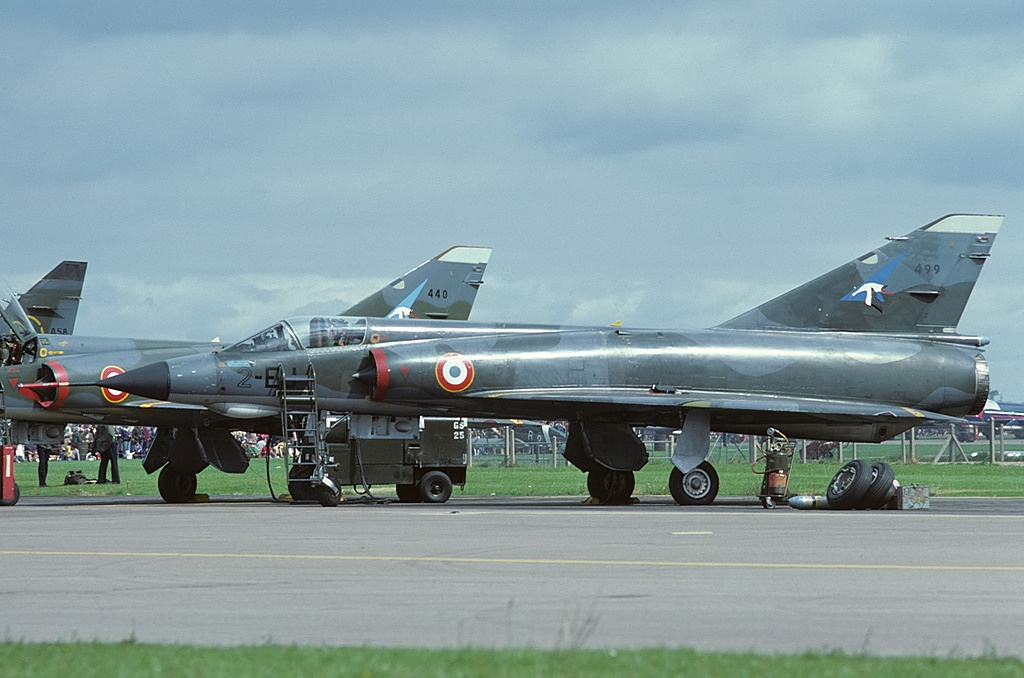
Mirage IIIE perutĕ v roce 1978

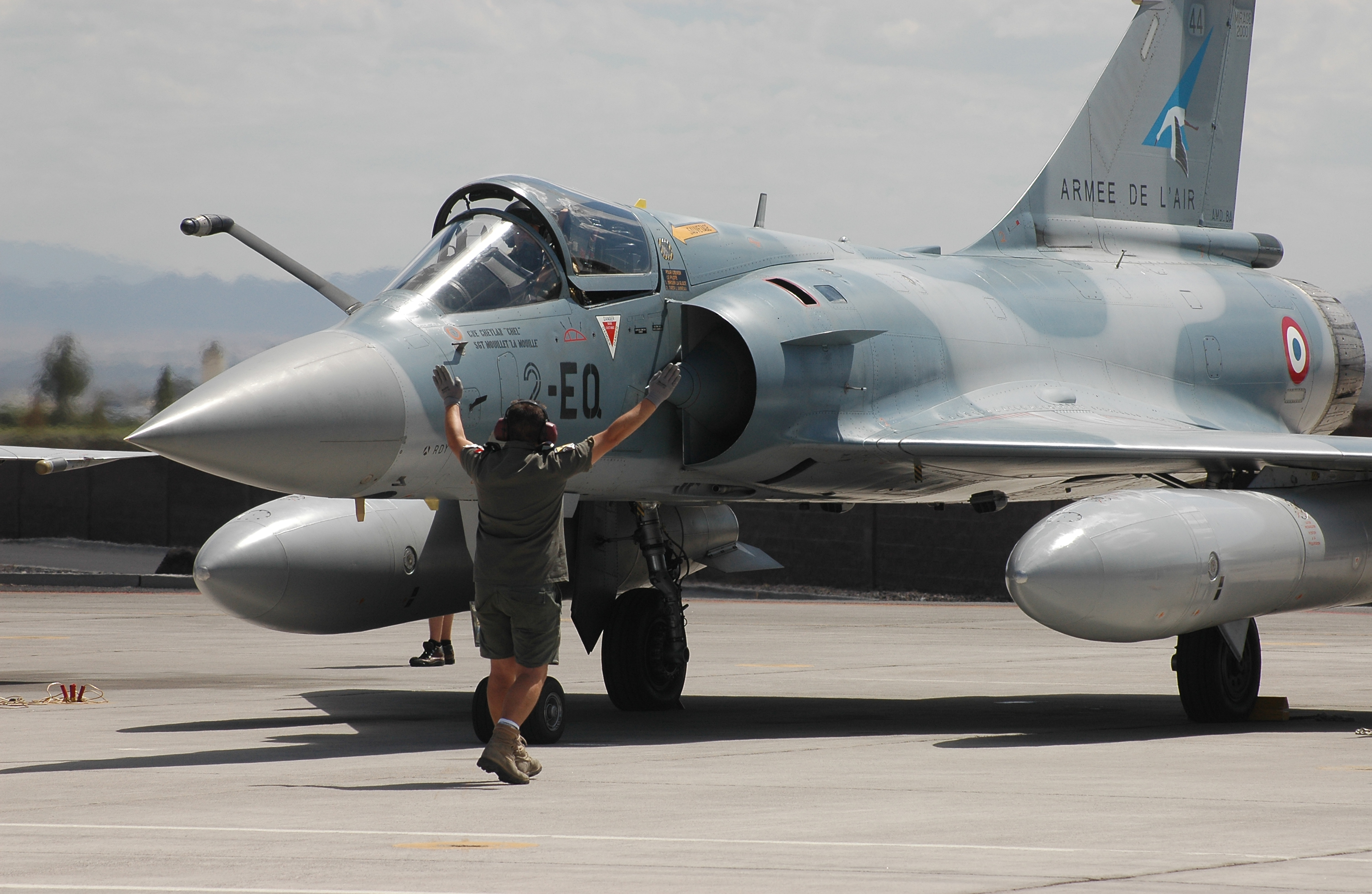
Mirage 2000-5F stíhací perutĕ 1/2 během cvičení Red Flag na základně Nellis AFB

Útvar vznikl v listopadu 1945 jako dědic tradic letek „Čápů“ Francouzského letectva a současně 329. peruti Royal Air Force, která byla vytvořena piloty bývalé Groupe de Chasse I/2 po uzavření příměří mezi Německem a Francií v roce 1940.
V červnu 1946 byla jednotka přeložena do Francouzské Indočíny, kde operovala se stroji Spitfire, její letka SPA 3 ze základny Saigon a SPA 103 z Hanoje. Po návratu do metropolitní Francie byl útvar v roce 1948 přezbrojen na typ P-47 Thunderbolt.
V roce 1949 jednotka, dislokovaná na základně Dijon-Longvic, přešla na proudové letouny, zprvu de Havilland Vampire a později MD 450 Ouragan, a Dassault Mystère IVA. S nimi se jednotka v roce 1956 zapojila do akcí v průběhu Suezské krize. O několik let později se stala prvním útvarem Armée de l'Air  provozujícím Mirage IIIC, které v roce 1968 nahradila variantou Mirage IIIE.
V roce 1984 se peruť stala první operační jednotkou Armée de l'Air vyzbrojenou typem Mirage 2000DA.
9. září 1994 peruť získala třetí letku, SPA 12, která byla rozpuštěna 3. září 2009 a nahrazena letkou SPA 26, jednotkou zachovávající tradice escadron de chasse 1/5 Vendée rozpuštěné v roce 2007. Od roku 1997 byly letouny jednotky modernizovány na standard Mirage 2000-5F.
V pátek 29. července 2011 se peruť přesunula na základnu base aérienne 116 "Lieutenant-colonel Papin" v Luxeuil-Saint Sauveur. Tím skončilo 62 let její přítomnosti na letecké základně 102 Dijon-Longvic jako domovském letišti.

## Označení a jeho vývoj
Peruť  „Čápů“ postupně existovala v různém složení a byla známa pod různými označeními, kterými jsou následující:

### Groupe de chasse I/2
- Jednotka vznikla 1. září 1933 jako Groupe de chasse (stíhací skupina) I/2 zahrnující letky SPA 3 a SPA 103, a pod tímto názvem existovala do 20. srpna 1940. Mezi 1. zářím 1933 a 1. květnem 1939 byla součástí 2. stíhací eskadry.
- Mezi 1. červencem 1941 a 1. lednem 1944 existovala GC I/2 o síle pouze letky SPA 3 v rámci letectva Vichistické Francie.

### Squadron 329
- 329. peruť RAF existovala mezi 1. lednem 1944 a 1. listopadem 1945.

### Groupe de chasse I/2 Cigognes
- Mezi 1. listopadem 1945 a 1. dubnem 1946 existovala existovala GC I/2 Cigognes, jako součást 2. stíhací eskadry, tvořená letkou SPA 3.
- Mezi 1. dubnem 1946 a 1. dubnem 1950 existovala GC I/2 složená z letek SPA 3 a SPA 103.

### Escadron de chasse 1/2 Cigognes
- Escadron de chasse 1/2 Cigognes tvořená letkami SPA 3 a SPA 103 existovala jako součást 2. stíhací eskadry mezi 1. dubnem 1950 a 9. zářím 1994 jako součást 2. stíhací eskadry.
- Mezi 9. zářím 1994 a 3. zářím 2009 se EC 1/2 skládala z letek SPA 3, SPA 103 a SPA 12.
- Od 3. září 2009 existuje EC 1/2 složená z letek SPA 3, SPA 103 a SPA 26. Od 3. září 2015 je opět součástí 2. stíhací eskadry.

## Letky
K roku 2015 se peruť 1/2 Cigognes skládala ze tří  letek:
- SPA 3, zvaná  „Guynemerovi čápi“
- SPA 26, zvaná „St.Galmier“
- SPA 103, zvaná „Fonckovi čápi“

Mezi 9. zářím 1994 a 3. zářím 2009 byla součástí perutě letka SPA 12 Cigogne.

## Základny
- Tours (1933-1936)
- Chartres (1936-1939)
- Beauvais-tillé (květen 1939)
- Toul-Ochey a Laon-Chambry (květen 1939)
- Nimes-Courbessac (rozpuštěna 20. srpna 1940)
- Bizerta, Sidi Ahmed, Fes a Meknes (listopad 1942 až prosinec 1943)
- Skotsko (leden 1944 až listopad 1945)
- Friedrichshafen (listopad 1945 až léto 1946)
- Francouzská Indočína (srpen 1946 až říjen 1947)
- Friedrichshafen a Koblenz (listopad 1947 až červenec 1949)
- Base aérienne 102 Dijon-Longvic (červenec 1949 až srpen 2011)
- Base aérienne 116 Luxeuil-Saint Sauveur (od srpna 2011)[4]

## Letouny
- Supermarine Spitfire (1945-1947)
- Republic P-47 Thunderbolt (1948-1949)
- de Havilland Vampire (1949-1953)
- Dassault Ouragan (1953-1956)
- Dassault Mystère IVA (1956-1961)
- Dassault Mirage IIIC (1961-1968)
- Dassault Mirage IIIE (1968-1984)
- Dassault Mirage 2000C (1984-1999)
- Dassault Mirage 2000-5F (od r. 2000)

## Ve fikci
Francouzský komiks autorské dvojice Charlier a Uderzo Dobrodružství Tanguye a Laverdura, vycházející od roku 1964, se odehrává u jednotky nesoucí jméno Cigognes.